# Sphecozone araeonciformis
Sphecozone araeonciformis là một loài nhện trong họ Linyphiidae.
Loài này thuộc chi Sphecozone. Sphecozone araeonciformis được Eugène Simon miêu tả năm 1895.